# Референдум в Лихтенштейне по медицинскому страхованию (2015)
Референдум по медицинскому страхованию в Лихтенштейне проводился 13 декабря 2015 года. Предложение об отмене правительственной поправки по медицинскому страхованию было одобрено 53% голосов.

## Контекст
Ландтаг проголосовал 1 октября 2015 года за поправку к Акту о медицинском страховании с целью снизить затраты на медицинское обслуживание. Акт предполагал увеличение стоимости страховки для страхуемого, введение санкций против плохого обслуживания и введение швейцарского медицинского тарифа TARMED.
Группа противников акта «За Лихтенштейн 21» за период между 7 октября и 5 ноября 2015 года собрала 2648 подписей за проведение референдума (согласно статье 66 Конституции требуется по крайней мере 1 тыс. подписей для инициации референдума). После того как 2636 подписей были подтверждены, было объявлено о проведении референдума.

## Результаты
| Выбор                                       | Голоса | %     |
| ------------------------------------------- | ------ | ----- |
| За                                          | 6 764  | 53,22 |
| Против                                      | 5 946  | 46,78 |
| Недействительных/пустых бюллетеней          | 122    | –     |
| Всего                                       | 12 832 | 100   |
| Зарегистрированных избирателей/Явка         | 19 649 | 66,5  |
| Источник: Правительство Лихтенштейна (нем.) |        |       |